# Vilém Tauský
Vilém Tauský, född 20 juli 1910, död 16 mars 2004, var en tjeckisk dirigent och tonsättare och elev till Leoš Janáček. 1981 utnämndes han till kommendör av Brittiska Imperieorden.